# Wahlkreis Banffshire and Buchan Coast
| Banffshire and Buchan Coast                       |
| ------------------------------------------------- |
| Banffshire and Buchan Coast · North East Scotland |
| Gebildet                                          |
| 2011                                              |
| Abgeordneter                                      |
| Karen Adam (SNP)                                  |
| Regionen                                          |
| Aberdeenshire Moray                               |

Banffshire and Buchan Coast ist ein Wahlkreis für das Schottische Parlament. Er wurde 2011 als einer von zehn Wahlkreisen der Wahlregion North East Scotland eingeführt, die im Zuge der Revision der Wahlkreise im Jahre 2011 neu zugeschnitten und von neun auf zehn Wahlkreise erweitert wurde. Hierbei wurde der Wahlkreis Banffshire and Buchan Coast aus Gebieten des ehemaligen Wahlkreises Banff and Buchan gebildet. Er umfasst die nordöstlichen Küstengebiete der Council Area Aberdeenshire mit den Städten Buckie, Fraserburgh und Peterhead. Der Wahlkreis entsendet einen Abgeordneten.
Der Wahlkreis erstreckt sich über eine Fläche von 937,4 km2. Im Jahre 2020 lebten 74.883 Personen innerhalb seiner Grenzen.

## Wahlergebnisse

### Parlamentswahl 2011
| Ergebnisse der Parlamentswahl 2011 | Ergebnisse der Parlamentswahl 2011 | Ergebnisse der Parlamentswahl 2011 | Ergebnisse der Parlamentswahl 2011 |
| Partei                             | Kandidat                           | Stimmen                            | %                                  |
| ---------------------------------- | ---------------------------------- | ---------------------------------- | ---------------------------------- |
| SNP                                | Stewart Stevenson                  | 16.812                             | 67,2                               |
| Conservative                       | Michael Watt                       | 4592                               | 18,4                               |
| Labour                             | Alan Duffill                       | 2642                               | 10,6                               |
| Liberal Democrats                  | Galen Milne                        | 958                                | 3,8                                |
| Wahlbeteiligung: 25.004 (46,56 %)  |                                    |                                    |                                    |

### Parlamentswahl 2016
| Ergebnisse der Parlamentswahl 2016 | Ergebnisse der Parlamentswahl 2016 | Ergebnisse der Parlamentswahl 2016 | Ergebnisse der Parlamentswahl 2016 | Ergebnisse der Parlamentswahl 2016 |
| Partei                             | Kandidat                           | Stimmen                            | %                                  | ±                                  |
| ---------------------------------- | ---------------------------------- | ---------------------------------- | ---------------------------------- | ---------------------------------- |
| SNP                                | Stewart Stevenson                  | 15.802                             | 55,1                               | −12,1                              |
| Conservative                       | Peter Chapman                      | 9.219                              | 32,1                               | +13,8                              |
| Labour                             | Nathan Morrison                    | 2.372                              | 8,3                                | −2,3                               |
| Liberal Democrats                  | David Evans                        | 1.290                              | 4,5                                | +0,7                               |
| Wahlbeteiligung: 28.822 (48,5 %)   |                                    |                                    |                                    |                                    |

### Parlamentswahl 2021
| Ergebnisse der Parlamentswahl 2021 | Ergebnisse der Parlamentswahl 2021 | Ergebnisse der Parlamentswahl 2021 | Ergebnisse der Parlamentswahl 2021 | Ergebnisse der Parlamentswahl 2021 |
| Partei                             | Kandidat                           | Stimmen                            | %                                  | ±                                  |
| ---------------------------------- | ---------------------------------- | ---------------------------------- | ---------------------------------- | ---------------------------------- |
| SNP                                | Karen Adam                         | 14.920                             | 45,2                               | −9,9                               |
| Conservative                       | Mark Findlater                     | 14.148                             | 42,9                               | +10,8                              |
| Labour                             | Georgia Strachan                   | 2.169                              | 6,6                                | −1,7                               |
| Liberal Democrats                  | Alison Simpson                     | 1.071                              | 3,2                                | −1,3                               |
| Freedom Alliance                   | Jason Duncan                       | 347                                | 1,1                                | +1,1                               |
| Restore Scotland                   | David McHutchon                    | 331                                | 1,0                                | +1,0                               |
| Wahlbeteiligung: 56 %              |                                    |                                    |                                    |                                    |